# Перятино
Перятино — упразднённое село в Табунском районе Алтайского края. Находилось на территории Серебропольского сельсовета. Ликвидировано в 1950-е годы г.

## География
Располагалось в 10 км к северо-западу от села Сереброполь.

## История
Основано в 1909 году. В 1928 г. деревня Пирятина состояла из 45 хозяйств. Центр Пирятинского сельсовета Славгородского района Славгородского округа Сибирского края.

## Население
В 1928 году в деревне проживал 245 человек (114 мужчин и 131 женщина), основное население — украинцы.

## Инфраструктура
Было развито сельское хозяйство.